# Consultor de comunicación
Un consultor de comunicación o consultor de medios es un agente de marketing o un ejecutivo de relaciones públicas, contratado por empresas, otras organizaciones o candidatos políticos para obtener cobertura positiva de la prensa. Los consultores de medios por lo general elaboran comunicados de prensa para destacar los logros positivos de una empresa, organización o individuo. En política, los consultores de medios crean campañas publicitarias en línea y offline diseñadas para plantar una imagen deseada en la mente de los votantes.
También puede usarse para referirse a una persona o compañía que capacita a las organizaciones de medios de comunicación para desarrollar sus negocios. Un ejemplo en el que se necesitaría un consultor es cuando una empresa mueve su negocio del formato impreso al formato en línea.

## Medios sociales
Recientemente, hay consultores de comunicación que han entrado en el ámbito de los medios sociales. Un trabajo de consultor de medios sociales implica asesorar a los clientes en el desarrollo de campañas de comunicación en línea. Estas campañas incluyen típicamente el uso de video, blogs, foros y otras características comúnmente se ven en los sitios de redes sociales.
Estos consultores también ayudan a las empresas con la gestión de su presencia en línea en blogs y sitios de redes sociales populares como Facebook, Twitter o LinkedIn. Cada vez más, las empresas que están más comprometidas con los medios sociales son las que logran más valoración de sus marcas.